# 999
999（九百九十九、九九九、きゅうひゃくきゅうじゅうきゅう）は、自然数また整数において、998の次で1000の前の数である。

## 性質
- 999は合成数であり、約数は1, 3, 9, 27, 37, 111, 333, 999である。
  - 約数の和は1520。
- 3桁最大の自然数である。
- 109番目の回文数である。1つ前は989、次は1001。
  - 一桁の数を除くと99番目の回文数である。
  - 9が3つ並ぶゾロ目である。1つ前は888、次は1111。ただし3桁のゾロ目とみたとき最大である。(オンライン整数列大辞典の数列 A014181)
    - 数の中に3桁のゾロ目をもつ9番目の数である。1つ前は888、次は1000。(オンライン整数列大辞典の数列 A033284)

  - 3つの回文数の積で表せる20番目の回文数である。1つ前は909、次は1331。(オンライン整数列大辞典の数列 A078895)
例．999 = 3 × 3 × 111
- 8番目の第一定義によるカプレカ数であり、
9992 = 998001, 998 + 001 = 999となる。1つ前は703、次は2223。
  - 9, 99, 999, 9999 … など全ての桁が9の自然数は全てカプレカ数である。
- 1/999 ＝ 0.001... (下線部は循環節で長さは3)
  - 逆数が循環小数になる数で循環節が3になる27番目の数である。1つ前は925、次は1080。(オンライン整数列大辞典の数列 A069105)
- 212番目のハーシャッド数である。1つ前は990、次は1000。
  - 27を基とする最小のハーシャッド数である。次は1998。
  - 3桁では最大のハーシャッド数である。
- 999 = 33 × 37
  - 2つの異なる素因数の積で p 3 × q の形で表せる44番目の数である。1つ前は904、次は1016。(オンライン整数列大辞典の数列 A065036)
- 各位の平方和が243になる最小の数である。次は7789。(オンライン整数列大辞典の数列 A003132)
  - 各位の平方和が n になる最小の数である。1つ前の242は4899、次の244は1999。(オンライン整数列大辞典の数列 A055016)
- 各位の積が各位の和の27倍になる最小の数である。次は2499。
  - k 倍になる最小の数とみたとき1つ前は13557 (25倍)、次は3477 (28倍)。(オンライン整数列大辞典の数列 A126789)
- 999 = 103 − 1
  - n = 10 のときの n 3 − 1 の値とみたとき1つ前は728、次は1330。(オンライン整数列大辞典の数列 A068601)
  - n = 3 のときの 10n − 1 の値とみたとき1つ前は99、次は9999。(オンライン整数列大辞典の数列 A002283)
- 999 = (−1)3 + 103 = (−9)3 + 123
  - 2つの立方数の和2通りで表せる7番目の数である。1つ前は721、次は1027。(オンライン整数列大辞典の数列 A051347)
- 999 = 33 + 33 + 63 + 93
  - 4つの正の数の立方数の和で表せる284番目の数である。1つ前は991、次は1003。(オンライン整数列大辞典の数列 A003327)
- 999 = 322 − 25
  - n = 32 のときの n 2 − 25 の値とみたとき1つ前は936、次は1064。(オンライン整数列大辞典の数列 A098603)
- 各位の和が27になる最小の数である。次は1899。
  - 各位の和が n になる最小の数である。1つ前の26は899、次の28は1999。(オンライン整数列大辞典の数列 A051885)

## その他 999 に関連すること
- NHKラジオ第1放送青森県八戸、新潟県糸魚川、長野県駒ヶ根、京都府宮津、島根県津和野、広島県福山、高知県中村中継局の周波数は999 kHz。
- 武蔵坊弁慶が源義経と出会うまでに奪った太刀は999本といわれている。
- 999番：英国、香港、マカオ、マレーシアの緊急通報用電話番号。日本の110番に相当する。
- 0.999…は、1の代替小数展開。
- ドゥカティ・スーパーバイク999は、イタリアのドゥカティの公道走行用車両及びそれをベースにして作られたスーパーバイク世界選手権用競技車両。
- 『まいづるスリーナイン』は、佐賀県唐津市を本拠とするスーパーマーケット。
- 『999 MUSICAL EXPRESS』は、FIRE BALLのアルバム。
  - 上記アルバムの収録曲、『999rulaz』。
- 『999〜One More Reason〜』は、浜田麻里のアルバム『IN THE PRECIOUS AGE』の収録曲。
- 『ひみつ指令マシン刑事999』は、すがやみつるの漫画。
- 『銀河鉄道999』は、松本零士のSF漫画。作品内に登場する、銀河鉄道株式会社が保有する鉄道車両名称。公式設定では大銀河本線を走る超特急999（スリー･ナイン(Three Nine)）号とされている。
- 『銀河鉄道999 (ゴダイゴの曲)』は、ゴダイゴの曲。
- 『山田くんとLv999の恋をする』は、日本の漫画・テレビアニメ。
- 99.9-刑事専門弁護士-は、2016年4月 - 6月にTBSテレビ系列で放送されたドラマ。
- 『999人美女』 は、TOKYO MXでかつて放送されていた日本のバラエティ番組。